# Concerto per violino e orchestra (Dvořák)
Il Concerto per Violino in La minore, Op. 53 (B108) è un concerto per violino ed orchestra composto da Antonín Dvořák nel 1879. Il concerto è stato eseguito per la prima volta nel 1883 da František Ondříček a Praga. È stato anche eseguito a Vienna e Londra. Tutt'oggi è considerato un lavoro molto importante per quanto riguarda il repertorio violinistico.

## Struttura
La struttura del concerto è nella classica forma di tre movimenti veloce-lento-veloce.
1. Allegro ma non troppo
2. Adagio ma non troppo
3. Finale: Allegro giocoso ma non troppo

Antonín Dvořák ebbe l'ispirazione di scrivere il concerto dopo aver conosciuto Joseph Joachim nel 1878 e compose il lavoro con l'intenzione di dedicarla a lui. Ma, appena il lavoro fu terminato nel 1879, Joachim divenne scettico al riguardo. Joachim era un ferreo classicista ed obiettò sulla inter alia di Dvořák, ovvero la brusca interruzione del tutti orchestrale del primo movimento. A Joachim, inoltre, non piacque il fatto che la ripresa fosse abbreviata, conducendo direttamente al secondo movimento, lento. Pare che egli fu irritato anche dalla persistente ripetizione del terzo movimento. Comunque, Joachim non disse mai niente fuori dalle righe e pretese di modificare il pezzo solista. Egli non ha mai eseguito questo pezzo.